# Anania rudalis
Anania rudalis is een vlinder van de familie van de grasmotten (Crambidae). De wetenschappelijke naam van deze soort is voor het eerst voorgesteld als Pyrausta rudalis door Hans Zerny in een publicatie uit 1939. De spanwijdte bedraagt 21,5 millimeter.
De soort komt voor in Iran en is voor het eerst ontdekt bij het Tarmeer in de Elboers op een hoogte van 2100 à 2200 meter.